# Lars Distelhorst
Lars Distelhorst (geboren 1972 in Georgsmarienhütte) ist ein deutscher Sozialwissenschaftler.  

## Leben
Lars Distelhorst studierte Politikwissenschaft an der Universität Bremen. Er arbeitete als Sozialarbeiter in Berlin und wurde am Otto-Suhr-Institut mit einer Dissertation über Judith Butler und Ernesto Laclau promoviert. Er war Professor für Sozialwissenschaft an der Fachhochschule Clara Hoffbauer Potsdam. 

## Schriften (Auswahl)
- Umkämpfte Differenz. Hegemonietheoretische Perspektiven der Geschlechterpolitik mit Butler und Laclau. Berlin: Parodos, 2007
- Lifestyle Toujours. Berlin: Parodos, 2008
- Judith Butler. Paderborn: Fink, 2009
- Leistung : das Endstadium der Ideologie. Bielefeld: Transcript, 2014
- (Hrsg.): Staat, Politik, Ethik : zum Staatsverständnis Judith Butlers. Baden-Baden: Nomos, 2016
- Kritik des Postfaktischen : Der Kapitalismus und seine Spätfolgen. Paderborn: Wilhelm Fink, 2019
- Kulturelle Aneignung. Hamburg: Edition Nautilus, 2021
- Lifestyle Toujours. Berlin: heptagon, 2023
- Dekonstruiert Identitätspolitik : Ein Neuansatz. Hamburg: Edition Nautilus, 2025